# Voyage: Music Week (Live)
Војаж мјузик вик – уживо је први компилацијски албум и први лајв албум српског репера Војажа, издат 9. октобра 2021. године за SKYMUSIC Publishing & Discography. У питању су снимци извођења његових песама са фестивала Мјузик вик у Београду. Албум је дигитално издање, и поред соло песама, ту су извођења дуета са Сником, Бресквицом, Џеј Фадом, Вук Мобом и Растом.

## Списак песама
| №  | Назив         | Текст           | Музика               | Трајање |  |
| 1. | Плеши         | Џеј Фадо, Војаж | Џеј Фадо, Војаж      | 2:41    |  |
| 2. | Кораци у ноћи | Вук Моб, Војаж  | Сенад Бислими, Војаж | 3:24    |  |
| 3. | Картел        | Војаж           | Војаж                | 2:13    |  |
| 4. | Панцир        | Хени, Војаж     | Хени, Војаж          | 2:41    |  |
| 5. | Аман          | Раста           | Раста (музичар)      | 3:12    |  |
| 6. | Bounce        | Војаж, Сник     | Војаж, Сник          | 2:04    |  |
| 7. | C'est La Vie  | Војаж           | Војаж                | 3:46    |  |
| 8. | Безимена      | Хени, Војаж     | Хени, Војаж          | 2:59    |  |